# It's You (西城秀樹のアルバム)
『It's You』（イッツ・ユー）は、西城秀樹の15枚目のオリジナル・アルバム。1983年7月21日にRCAから発売された。

## 解説
- 西城が芸映を独立して初のオリジナル・アルバムであり、独立第1弾シングル「ギャランドゥ」、「ナイトゲーム」などが収録されている。
- 2022年12月23日、GOH HOTODAによるデジタルリマスタリング復刻盤（Blu-spec CD2、紙ジャケット仕様）がSony Musicより発売された。

## 収録曲
| #   | タイトル           | 作詞                        | 作曲           | 編曲              |
| --- | ------------------ | --------------------------- | -------------- | ----------------- |
| A1. | 「カラパナ・ルナ」 | ちあき哲也                  | 佐瀬寿一       | 佐瀬寿一          |
| A2. | 「真夏の逃亡者」   | 有川正沙子                  | 林哲司         | 林哲司            |
| A3. | 「if, Girl」       | 松本一起                    | 松本一起       | 沢村拓二 大村雅朗 |
| A4. | 「HONEY」          | 山崎光                      | もんたよしのり | 大谷和夫          |
| A5. | 「ギャランドゥ」   | もんたよしのり              | もんたよしのり | 大谷和夫          |
| B1. | 「リグレット」     | 山崎光                      | もんたよしのり | 大谷和夫          |
| B2. | 「ナイトゲーム」   | E.HAMILTON 山本伊織（訳詞） | E.HAMILTON     | 前田憲男          |
| B3. | 「Just a Woman」   | 森雪之丞                    | 後藤次利       | 後藤次利          |
| B4. | 「陽炎物語」       | 森雪之丞                    | 後藤次利       | 後藤次利          |
| B5. | 「一度の賭け」     | 有川正沙子                  | 林哲司         | 林哲司            |